# Всеобщие выборы в Нигерии (2015)
Всеобщие выборы в Нигерии 2015 года стали 5-ми выборами после окончания военной диктатуры в стране. Выборы состоялись 28—29 марта после нескольких задержек, были избраны президент Нигерии, члены Сената и депутаты Палаты представителей. Президент Гудлак Джонатан выдвигался на второй срок.
Выборы, первоначально планировавшиеся на 14 февраля, были перенесены Независимой избирательной комиссией на 6 недель из-за недостаточного распределения постоянных карт избирателя, а также для подавления Боко-Харам в некоторых северо-восточных штатах. 25 марта 2015 правительство закрыло как наземные, так и морские границы страны на время выборов.
Оппозиционный кандидат Мохаммаду Бухари выиграл президентские выборы, набрав на 2,5 млн голосов больше, чем соперник. Гудлак Джонатан признал поражение 31 марта сразу после оглашения результатов. Впервые в истории Нигерии президент не был переизбран. Инаугурация Мохаммаду Бухари состоялась 29 мая 2015 года.

## Результаты

### Президентские выборы
| Кандидат                           | Кандидат                           | Партия                               | Голоса     | %     |
| ---------------------------------- | ---------------------------------- | ------------------------------------ | ---------- | ----- |
|                                    | Мохаммаду Бухари                   | Всеобщий прогрессивный конгресс      | 15 424 921 | 53,96 |
|                                    | Гудлак Джонатан                    | Народная демократическая партия      | 12 853 162 | 44,96 |
|                                    | Адебайо Аиени                      | Африканский народный альянс          | 53 537     | 0,19  |
|                                    | Гания Галадима                     | Совместная союзная партия Нигерии    | 40 311     | 0,14  |
|                                    | Сэм Эке                            | Гражданскай народная партия          | 36 300     | 0,13  |
|                                    | Руфус Салау                        | Альянс за демократию                 | 30 673     | 0,11  |
|                                    | Мани Ахмад                         | Африканский демократический конгресс | 29 665     | 0,10  |
|                                    | Аллагоа Чинеду                     | Народная партия Нигерии              | 24 475     | 0,09  |
|                                    | Мартин Оново                       | Партия национального сознания        | 24 455     | 0,09  |
|                                    | Тунде Анифовосе-Келани             | Алльянс соглашения                   | 22 125     | 0,08  |
|                                    | Чеквас Окорие                      | Объединённая прогрессивная партия    | 18 220     | 0,06  |
|                                    | Комфорт Сонайяа                    | Партия KOWA                          | 13 076     | 0,05  |
|                                    | Годсон Окойе                       | Объединённая демократическая партия  | 9208       | 0,03  |
|                                    | Анброз Алберт Овуру                | Партия надежды                       | 7435       | 0,03  |
| Недействительных/пустых бюллетеней | Недействительных/пустых бюллетеней | Недействительных/пустых бюллетеней   | 844 519    | -     |
| Всего                              | Всего                              | Всего                                | 29 432 083 | 100   |
| Действительных бюллетеней/ Явка    | Действительных бюллетеней/ Явка    | Действительных бюллетеней/ Явка      | 67 422 005 | 43,65 |
| Источник: INEC                     |                                    |                                      |            |       |

### Выборы в Палату представителей
| Партия                                                                              | Партия                             | Голоса | % | Места | +/- |
| ----------------------------------------------------------------------------------- | ---------------------------------- | ------ | - | ----- | --- |
|                                                                                     | Всеобщий прогрессивный конгресс    |        |   | 225   |     |
|                                                                                     | Народная демократическая партия    |        |   | 125   |     |
|                                                                                     | Прочие партии                      |        |   | 10    |     |
| Недействительных/пустых бюллетеней                                                  | Недействительных/пустых бюллетеней |        | - | -     | -   |
| Всего                                                                               | Всего                              |        |   | 360   | -   |
| Действительных бюллетеней/ Явка                                                     | Действительных бюллетеней/ Явка    |        |   | -     | -   |
| Источник: Reuters Архивная копия от 10 июля 2015 на Wayback Machine Nigeria Tribune |                                    |        |   |       |     |

### Выборы в Сенат
| Партия                             | Партия                             | Голоса | % | Места | +/- |
| ---------------------------------- | ---------------------------------- | ------ | - | ----- | --- |
|                                    | Всеобщий прогрессивный конгресс    |        |   | 60    | ▲19 |
|                                    | Народная демократическая партия    |        |   | 49    | ▼15 |
|                                    | Лейбористская партия               |        |   |       |     |
| Недействительных/пустых бюллетеней | Недействительных/пустых бюллетеней |        | - | -     | -   |
| Всего                              | Всего                              |        |   | 109   | -   |
| Действительных бюллетеней/ Явка    | Действительных бюллетеней/ Явка    |        |   | -     | -   |
| Источник:                          |                                    |        |   |       |     |